# Падерни
Падерни (порт. Paderne) — район (фрегезия) в Португалии, входит в округ Фару. Является составной частью муниципалитета Албуфейра. По старому административному делению входил в провинцию Алгарви. Входит в экономико-статистический субрегион Алгарви, который входит в Алгарви. Население составляет 3504 человека на 2001 год. Занимает площадь 55,64 км².

## Достопримечательности
- Замок (Castelo de Paderne)
- Церковь богородицы (Matriz de Paderne)
- Средневековый мост
- Часовня Подножия Креста (Capela do Pé da Cruz)